# Норвежці
Норве́жці (норв. nordmenn) — народ у Північній Європі, основне і автохтонне населення Норвегії. За межами своєї країни також проживають в США, Канаді, Австралії, Новій Зеландії тощо. Загальна чисельність становить близько 5,7 мільйонів осіб, з яких 5,5 мільйонів мешкає в Норвегії. Норвезька мова належить до скандинавських мов, підгрупи германських. Нині Норвегія — одна з найрозвинутіших держав світу. Поруч із норвежцями в Норвегії зараз живе і працює багато емігрантів з інших країн світу.
Також норвежцям притаманна сильна регіональна ідентичність, і більшість населення часто ідентифікує себе за місцем походження. З головних груп є, крім географічних із Півночі, Заходу та Сходу, також тронгеймці, що географічно відповідають центру Норвегії. В першу чергу це проявляється в діалектах.

## Історія

### Етимологія
Етнонім «норвежець», власне «nordmann» дослівно означає «північний чоловік» і вперше фіксується в староанглійських джерелах IX століття.
У звіті Оттере з Голугаланду англійському королю Альфреду від бл. 880, Норвегія взаємозамінно згадується як «Norðweg» і «norðmanna land» (досл. «земля північних людей»). Також Оттере ідентифікував саамів за їхнім кочовим способом життя, водночас відокремивши данців від норвежців, політично чи географічно. Згідно з ним, данці жили навколо Каттегату і Скагеррака, а норвежці жили вздовж узбережжя Північного моря і Північної Атлантики. Гаральда Прекрасноволосого називали вождем «норвежців» і володарем «східних людей». Об'єднання Норвегії сталося внаслідок перемоги Гаральда в битві при Гафрсфйорді, де він також переміг цих східних людей. На початку епохи вікінгів данські королі, ймовірно, панували над Вікеном — територією навколо Осло-фіорду, тоді як «Оппланн», можливо, був окремим королівством, пов’язаним із сходом у Скандинавії.

### Етногенезтагенографія
Норвежці — індоєвропейський германський етнос Він утворився з нащадків германських племен скотарів і землеробів, що дісталися Скандинавії наприкінці 3-го тисячоліття до н.е. Південна Норвегія є одним із місць, де імовірно проживали бургунди і лангобарди.
Норвегія була заселена з часів епіпалеоліту культурою Фосна-Генсбака, згодом, в добу неоліту, після культури лійчастого посуду розпочався розвиток і поширення ямкової та шнурової керамік. Про цей період майже нічого не відомо, але стосовно мови існує теорія догерманського субстрату. Племена культури шнурової кераміки вже вважаються індоєвропейцями, але існують різні концепції про початок їхнього формування. Скандинавські мисливці-збирачі відрізняються від більшості подібних у Європі того часу тим, що вони мали більше генетичних варіантів світлої пігментації шкіри, також порівняно з їхніми відповідними групами походження. Крім того, здається, існує спадкоємність генетичного варіанту TMEM131, який, як вважають, є генетичною адаптацією до холоду.

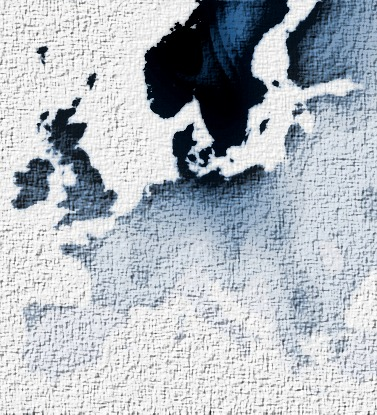
Поширення гаплогрупи I1

Вважається, що гаплогрупа I1, яка є найпоширенішою гаплогрупою Y-ДНК як у Норвегії, так і в Швеції, була присутня в ранніх суспільствах. Вона зустрічається у 37% населення Данії. Але чим далі на північ Норвегії, тим менша частка. Приблизно 25% населення на південному сході належить до цієї групи. Перші з них, можливо, прибули до Норвегії приблизно 10 000 років тому.
Бронза — це сплав міді і олова. Жоден із цих металів не зустрічається у Норвегії у великих кількостях. Найбагатші вожді займалися торгівлею чи подорожували вниз по Європі, де вони обмінювали шкіру, роги та хутро на бронзу. Найкращі бронзові прикраси та предмети, які були знайдені в Норвегії, більшість археологів вважають імпортованими. Також деякі вірування були принесені саме внаслідок контакту з іншими племенами.
Утворення у Х-XI ст. ранньофеодальної держави й християнізація (від бл. 1000 р.) сприяли формуванню норвезького народу таким, яким ми його знаємо зараз. У добу вікінгів (ІХ-Х ст.) норвезькі переселенці засновували колонії на островах Північної Атлантики та Ісландії, де, відокремившись від норвежців, стали новими етносами — ісландцями і фарерцями.

## Антропологія
Норвежці належать до європеоїдної раси, також антропологи початку XX ст., зокрема Жозеф Денікер, виділили їх в нордичний антропологічний тип. Згодом, на основі цих теорій, розвивали свої ідеї расові ідеологи, зокрема німецький антрополог Ганс Гюнтер.
Загалом, норвежці мають кращу тілобудову і в середньому важать більше, ніж людина південніше. Мають незмінно світлішу шкіру, волосся та колір очей порівняно з рештою населення світу.

## Розселення і чисельність

### Доба вікінгів

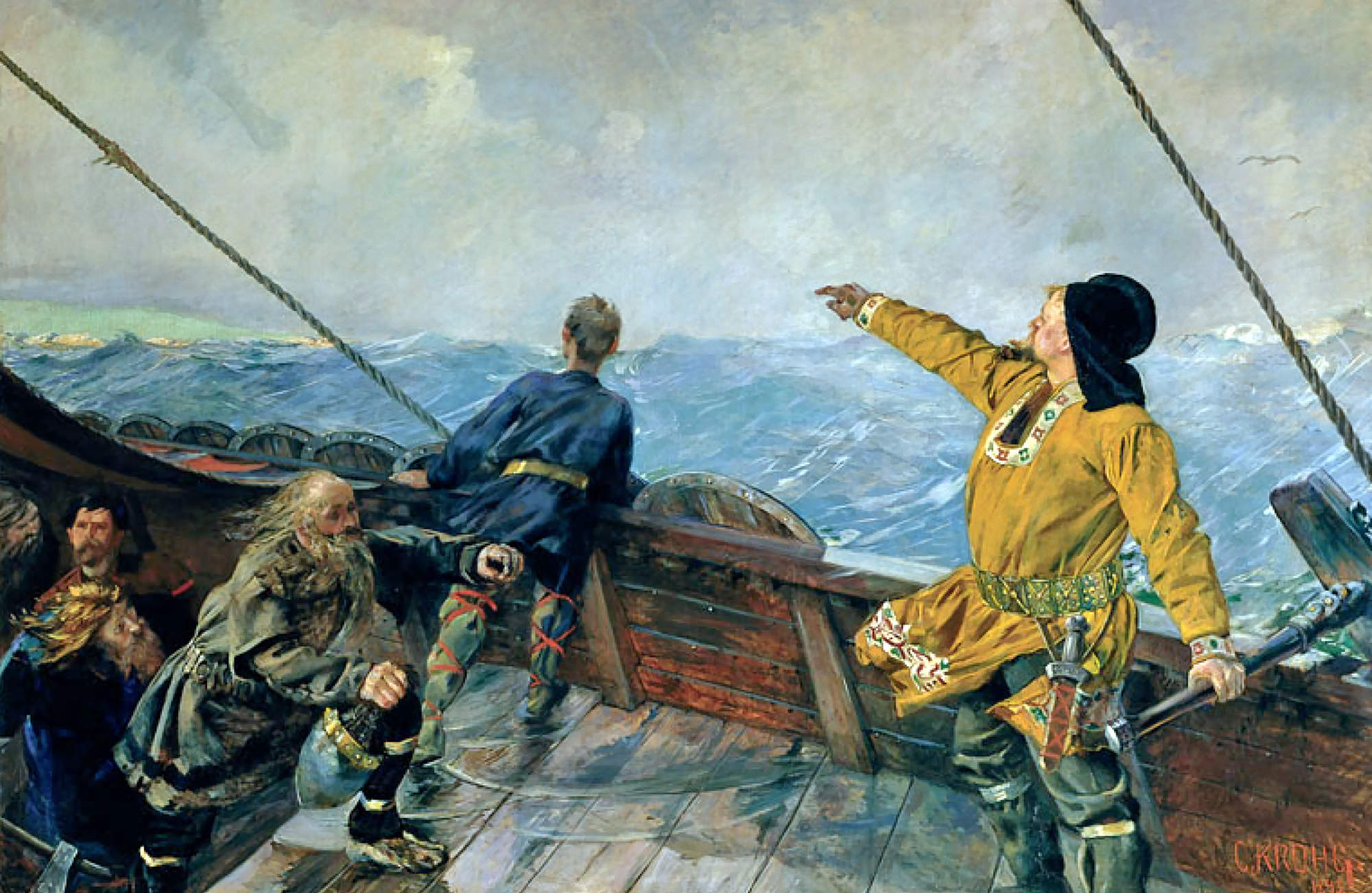
Лейф Еріксон прямує до Північної Америки. Кристіан Крог (1893)

Норвезькі або скандинавські вікінги здійснили набіги та оселилися на Шетланді і Оркні, Ірландії, Шотландії та північній Англії. У Сполученому Королівстві багато назв місць, які закінчуються на -kirk, -ness, -thorpe, -toft, -by, ймовірно, мають скандинавське походження. У 947 році нова хвиля норвезьких вікінгів з'явилася в Англії, очолювана Ейріком Кривавою Сокирою, захопивши Йорк. У VIII ст. й далі норвезькі та данські вікінги також оселилися в Нормандії, найбільш відомі вікінги на чолі з Ролло, і таким чином започаткували традицію норманів (також означає «люди з півночі»), які поширилися до Англії, Сицилії та інші острови Середземного моря.
Крім Британії та Ірландії, норвезькі вікінги засновували поселення в здебільшого незаселених регіонах. Першим відомим постійним норвезьким поселенцем в Ісландії був Інґольфур Арнарсон. У 874 році він оселився в Рейк'явіку.
Після свого вигнання з Ісландії Ерік Рудий відкрив Гренландію, назву, яку він вибрав, сподіваючись залучити ісландських поселенців. Поселення вікінгів були засновані в захищених фіордах південного та західного узбережжя. Пізніше родич Еріка — Лейф Еріксон — відкрив Північну Америку.
Відомий також Вінланд — непостійна колонія вікінгів край узбережжя Затоки Святого Лаврентія.

### Мапи

Поширення норвежців у світі
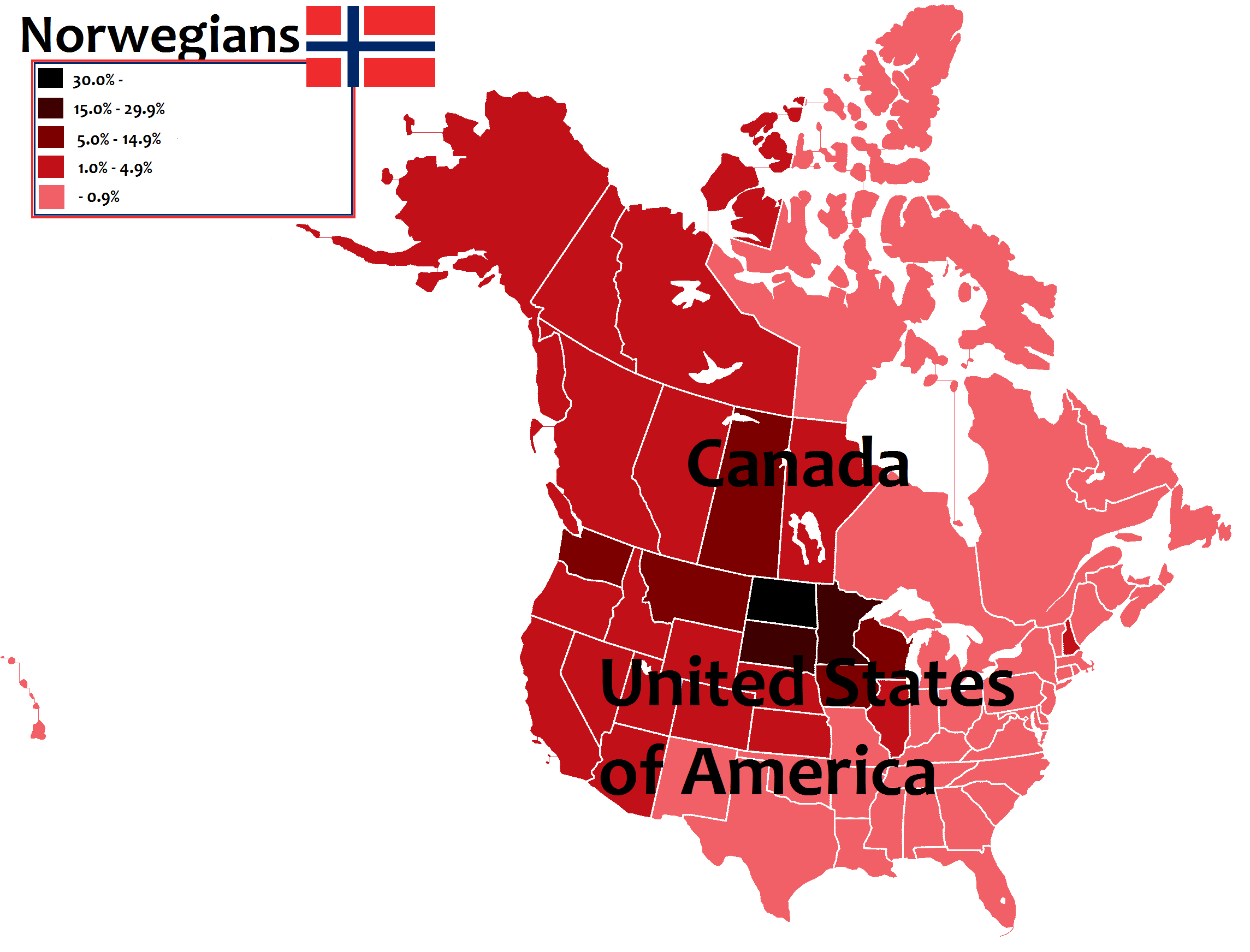
Норвежці в Північній Америці

## Мова

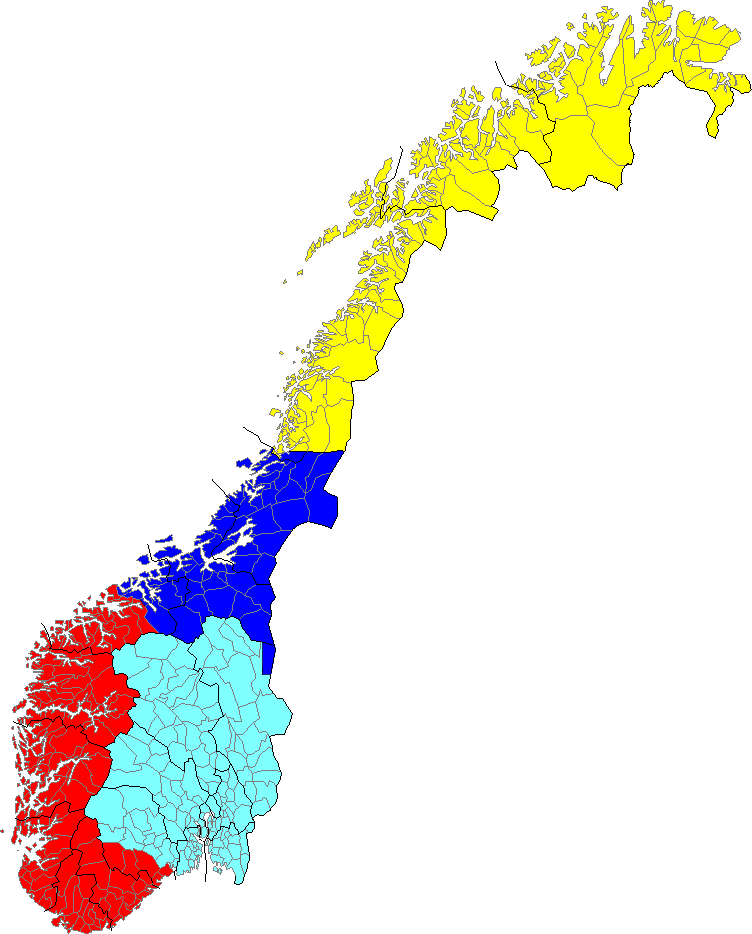
Діалекти Норвегії

Норвежці розмовляють норвезькою мовою, що належить до скандинавської групи германських мов. Приблизно до IX ст. мова була на основі рунічної абетки, але це складно назвати повноцінним алфавітом, адже руни передавали передусім магічне значення. З поширенням християнства було запозичено латинську абетку.
У норвезькій є значне діалектне членування. Писемність на основі латинки. Найдавніші пам'ятки норвезької мови — рунічні надписи (як мінімум з VIII століття). У норвезькій мові дві літературні норми.

## Традиційна культура

### Сільське господарство
До першої третини XX ст. основною галуззю економіки Норвегії було сільське господарство. Лише 2,6% землі було придатно для землеробства. До відкриття Америки вирощували переважно зернові та коренеплоди. Нині селяни віддають перевагу картоплі та овочам. Основний дохід приносить молочне скотарство. Місцеве сільське господарство ніколи не могло повністю забезпечити їжею норвезьких селян, тому рибальство та полювання так само відігравали важливу роль.

### Риболовля

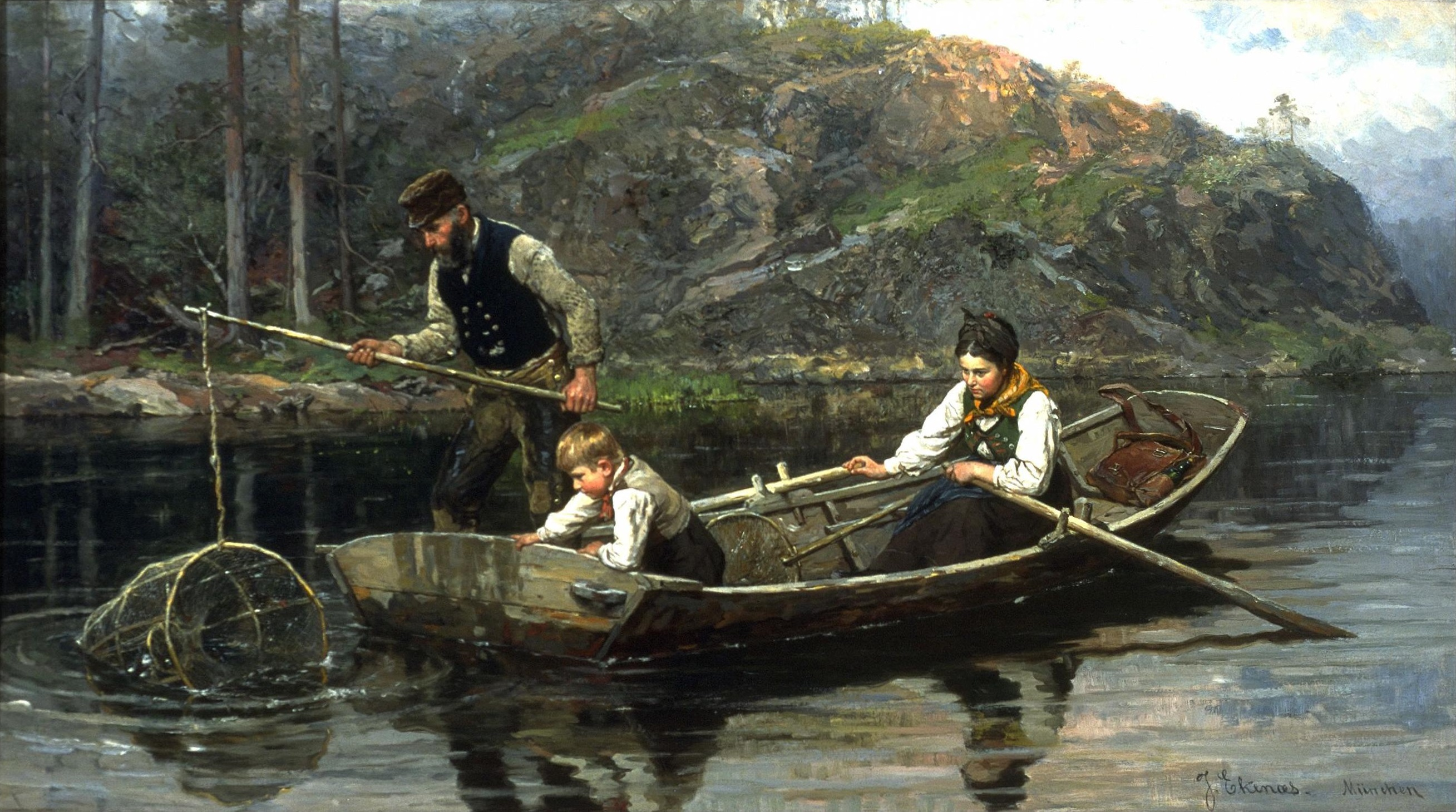
Норвезькі рибалки в фіорді. Ян Екенес

Завдяки великій кількості прибережних вод, рибу ловлять переважно у фіордах і на північних островах, зокрема загальновідомі Лофотенські острови. Основний улов — тріска і оселедець. Взимку, коли починається рух тріски на нерест, рибалки з усієї країни відправляються на острови, де живуть у тимчасових будиночках. Основна частина улову за рік надходить з січня по березень. У минулому також була популярна сьомга, проте наразі вона під загрозою. Так само і з пікшею, але вона, попри це, зберігає своє велике промислове значення. Рибалки зазвичай володіли власними човнами та інструментами й ходили в море сім’ями. До кінця XVIII ст. улов сушили без солі. На березі вертикально встановлювали дерев'яні стовпи, до яких кріпили нитки з рибою. Сушена риба нагадувала тверду палицю і називалася стокфіск (досл. «рибна паличка»). Розповсюдження дешевої солі призвело до появи кліпфіска — солоної риби, в’яленої на каменях.
Протягом століть китобійний промисел мав допоміжне значення. На китів полювали заради їх вусів і сала. Частини туші, що залишилися, викидали на берег і використовували як природне добриво. У XIX – поч. XX ст. світовий попит на китовий жир зріс, що призвело до швидкого розвитку рибальства та скорочення популяції китів у північній частині Атлантичного та Північного Льодовитого океанів. Норвежці почали плисти за ними на південь Атлантики. У середині XX ст. Норвегія мала найбільший за тоннажем китобійний флот. Норвегія донині не відмовляється від дозволу на вбивство китів, що пояснюється традиціями самих норвежців. Крім неї, китоловство досі дозволено лише в Японії і Ісландії.

### Житло

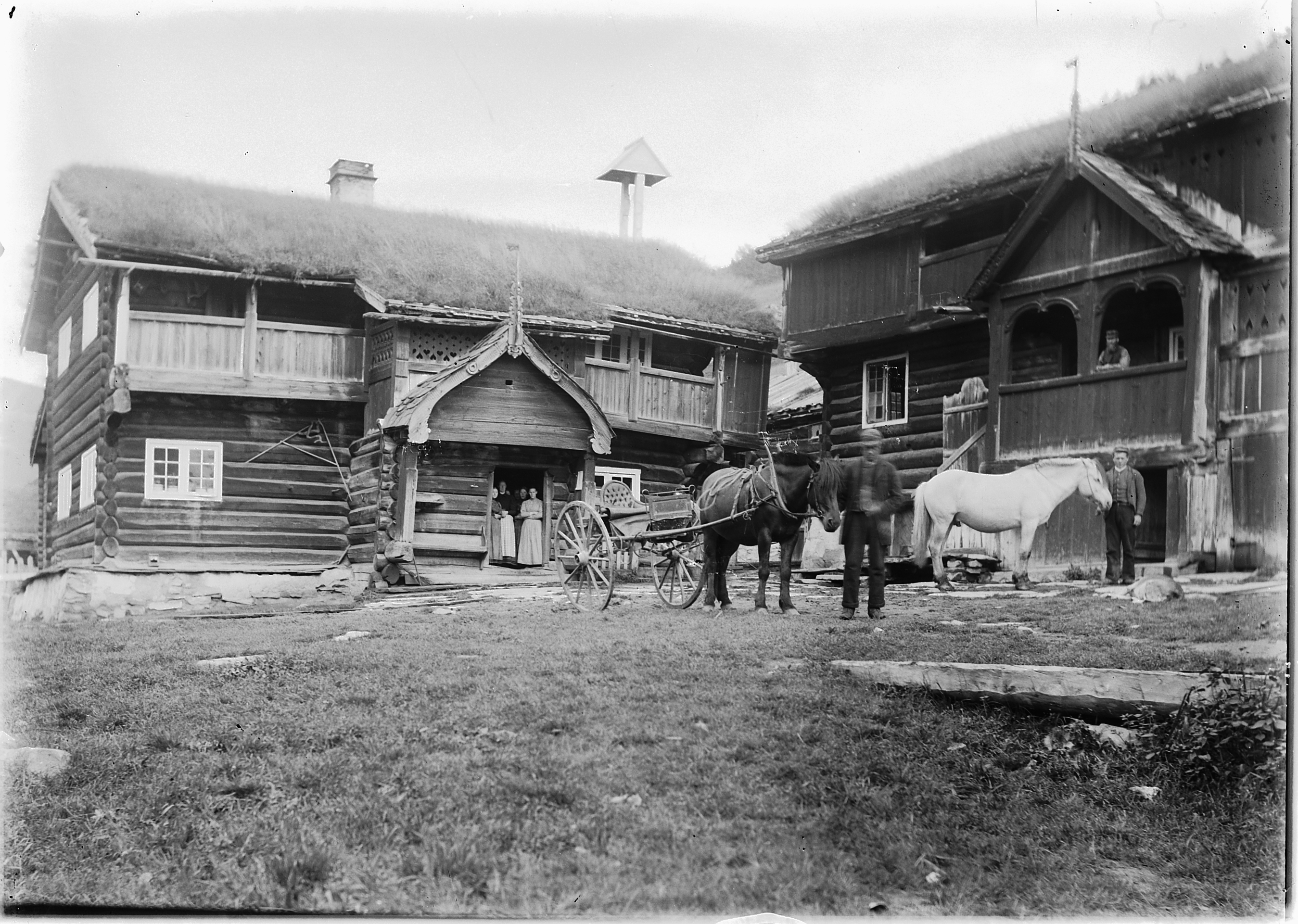
Ферма Б'єльстад, фотографія 1910 року

Основним типом поселень до кінця XIX ст. — була ферма, сенсово радше хутір (норв. gård), який зазвичай будувався на схилі гори, мав досить різноманітний план розташування, але основне помешкання, як правило, ставилося вище за решту будівель. У XVIII–XIX ст. поширився тип селянської садиби ildhus, яка включала до 10-15 будівель, у тому числі місце для випікання хліба, пивоварню та лазню. Найпоширенішим будівельним матеріалом є дерево. Дах покривали дереном, і цей звичай зберігся донині.
Села існували лише на півдні країни. Поселення з населенням понад 2000 жителів у Норвегії вважаються містами. Найзначніше торгово-ремісниче місто з кінця XIII ст. був Берген.

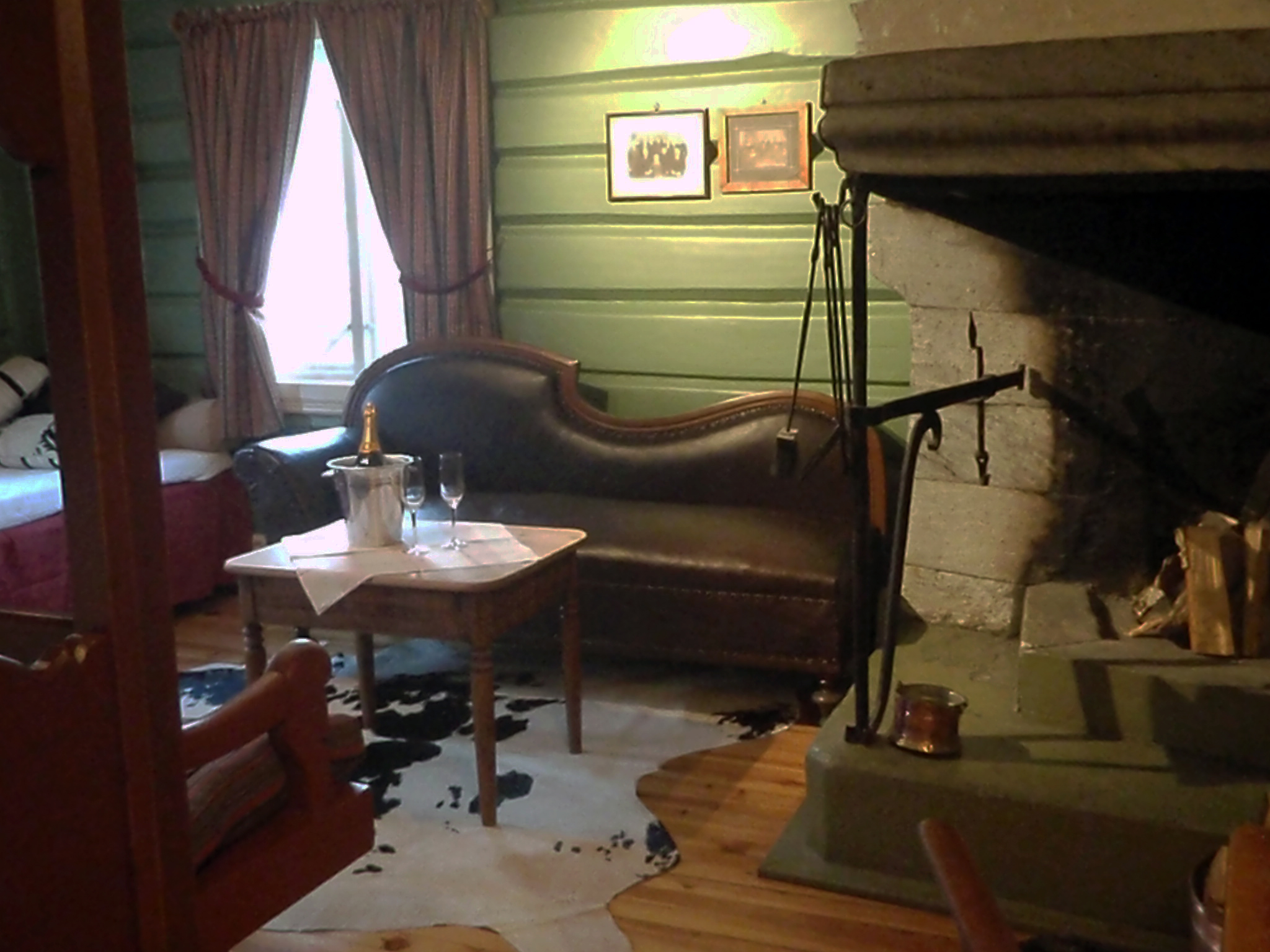
Кімната для сну

Меблі, основну кількість інструментів та переважну решту речей повсякденного вжитву селяни створювали самі. Рілля в сільській місцевості з'явилися порівняно недавно. Поширеним місцем для сну була спеціальна маленька кімнатка. Вона нагадував велику коробку з прикріпленими до стіни багатоярусними лавами. На нижніх лавах спали господар і хазяйка, а нагорі сини, інші жінки та діти. Спальня була відокремлена дверима. У ранньому Середньовіччі використовували відкрите вогнище. Його робили з дощок, набивали камінням і ставили в центрі житла, а наверху створювали отвір для виходу диму. Пізніше почали використовувати каміни.

### Сім'я
За часів вікінгів чоловіки мали більшу вагу в суспільстві, ніж жінки, що, однак, не означало повного підпорядкування дружини чоловікові. Відповідно до середньовічного епосу, статева поведінка молодих людей була досить широкою. Хоча ідеалом нареченої вважалася незаймана дівчина, дошлюбні та позашлюбні стосунки, кровозмішення також були поширені. Головною функцією шлюбу було утворення союзу з іншою родиною. Вважалося, що наречена повинна бути сильною, щоб мати дітей. Тому батьки чи інші родичі могли шукати дружину для свого сина. Часто юнаки самі обирали собі наречену серед тих, хто мав впливових родичів.
Практикувалися усні шлюбні контракти. Були й шлюби по любові. Закохані хлопці залицялися, хоча самі соромилися своїх почуттів і відверто сміялися над закоханими друзями. Повноправними вважалися лише ті діти, що були народжені у шлюбі. Діти, народжені дружиною під час тривалої відсутності чоловіка або від чоловіка від рабині (рабині-наложниці завжди мали дуже низький соціальний статус), могли визнаватися головою сім'ї, і тільки в цьому випадку вони могли успадковувати (але не більше третини).
У селянському середовищі XIX – пер. пол. XX ст. статус дружини і чоловіка не відігравав істотної ролі, оскільки більшість селян були приблизно рівними. Шлюби укладалися за домовленістю між молодятами. Весілля супроводжувалося галасливою процесією, після чого починалося застілля. Керував ними кьокеместер — родич нареченого чи нареченої. Нерухоме майно, як правило, успадковував старший син.
Молодші сини могли розраховувати на домашню тварину і грошовий внесок, дочки - на придане. Після смерті батька старший син зобов'язувався піклуватися про своїх братів і сестер до їх повноліття. З 11-12 років діти вже працювали не тільки в батьківському господарстві. Фактично на хуторах існували великі родини, які складали невелику родинну громаду. У норвежців був звичай дуґнад (норв. dugnad), схожий на толоку.
У сучасній Норвегії більше половини пар не реєструють шлюб. Популярним є шлюб з іноземками. З 2009 року дозволені гомосексуальні шлюби. На зміну сусідській громаді прийшли сучасні форми громадських об’єднань. Значну роль у містах відіграють профспілки.

### Кухня
Національна кухня Норвегії нерозривно пов'язана з традицією рибальства, і саме морепродукти є основною стравою. Зокрема, риба має безліч способів приготування, які також залежать від регіону. Наприколад, з тріски готують досить незвичайну різдвяну страву «лютефіск» — тріска в лугу, наприклад в капустичній соді. Філе спочатку вимочують в лужному розчині, потім промивають добре водою і запікають у духовці.
Для приготування м'ясних страв норвежці вважають за краще баранину або яловичину. Раніше великою популярністю користувалося китове м'ясо, але на сьогодні такий делікатес можна зустріти не в кожному ресторані. З баранини готують різні страви, наприклад, форікол — запечене ягня з капустою. Також популярний феналор з попередньо засоленої баранячої ноги, яку потім сушать і коптять.
Через суворий клімат країни тут практично немає свого пшеничного хліба. Хлібобулочні вироби з ячменю та вівса жорсткі, сухі, деякі коржики можна порівняти з лавашем. Наприклад, є лефсе, норвезький млинець, який входить до багатьох страв. У цей хліб іноді додають картоплю, через що стає м'якішим.
Більшість норвежців харчуються три-чотири рази на день, зазвичай складається з холодного сніданку з кавою, холодного (зазвичай упакованого) обіду на роботі та гарячої вечері вдома з родиною. Залежно від часу сімейної вечері (і особистої звички), деякі можуть додати холодну їжу пізно ввечері, як правило, простий бутерброд.

### Музика
До 1840 року в Норвегії існували обмежені письмові джерела народної музики. Спочатку вважалося, що був присутній явний християнський вплив. Але в народній музиці також існували міфічні та казкові зв’язки. Загалом призначення народної музики в розвагах та танцях.

## Релігія
Історично норвежці були скандинавськими язичниками.
Зараз зв віросповіданням норвежці переважно лютерани, є також представники інших течій протестантизму, католики тощо.

## Відомі норвежці

### Митці
- Генрік Ібсен — норвезький драматург
- Юн Фоссе — норвезький письменник та драматург
- Кнут Гамсун — письменник
- Б'єрнстьєрне Б'єрнсон — норвезький письменник, лауреат Нобелівської премії з літератури 1903 року
- Сігрід Унсет — норвезька письменниця, лауреат Нобелівської премії 1928 року
- Юстейн Ґордер — норвезький письменник, популяризатор філософії
- Ян К'єрстад — норвезький письменник
- Роальд Дал — британський дитячий письменник норвезького походження
- Генрі Ловсон — австралійський поет та автор коротких оповідань
- Едвард Гріг — композитор
- Маргарет Бергер — норвезька співачка
- Лене Марлін — норвезька поп-співачка
- Сіссель Ширшебо — норвезька співачка-сопрано
- Магне Фуругольмен — норвезький клавішник і гітарист норвезького гурту A-Ha
- Мортен Гаркет — вокаліст норвезького поп-гурту A-ha
- Пол Воктор-Савой — норвезький музикант, гітарист, основний учасник норвезького гурту a-ha та основний автор їх пісень
- Йорн Ланде — норвезький рок-вокаліст, композитор, автор пісень, на сьогодні один із найвідоміших співаків в напрямках хеві-метал, хард-рок та павер-метал
- Ейстейн Ошет — композитор, музикант, більш відомий як Евронімус
- Варг Вікернес — композитор, музикант, автор книг, видатний діяч неоязичницького руху
- Едвард Мунк — художник
- Юхан Крістіан Даль — норвезький художник, графік, один з основоположників національного пейзажу
- Ерік Вереншьоль — норвезький художник, графік, ілюстратор
- Ґустав Віґеланд — норвезький скульптор
- Лів Ульман — норвезька акторка, одержала всесвітню славу зігравши в десяти фільмах Інгмара Бергмана
- Рагнар Торнквіст — розробник комп'ютерних ігор (Dreamfall: The Longest Journey), Funcom, Осло[20]

### Науковці та першовідкривачі
- Ерік Рудий — мореплавець і першовідкривач, що заснував перше поселення в Гренландії
- Тур Хейердал — антрополог і шукач пригод
- Руаль Амундсен — полярний дослідник
- Карл Антон Ларсен — норвезький полярний дослідник і піонер антарктичного китоловства
- Фрітьйоф Нансен — полярний дослідник, політик, лауреат Нобелівської премії миру
- Нільс Генрік Абель — норвезький математик
- Софус Лі — знаменитий математик, який відкрив групи Лі, які як і алгебру Лі назвали на його честь. Дана алгебра широко використовується в сучасній фізиці
- Атле Сельберг — норвезький математик, відомий своїми працями в галузі аналітичної теорії чисел та теорії автоморфних функцій
- Раґнар Фріш — норвезький економіст, разом з голландцем Яном Тінбергеном став першим лауреатом тільки що заснованої Нобелівської премії з економіки
- Трюґве Маґнус Гаавельмо — норвезький економіст
- Одд Хассель — норвезький фізико-хімік, член Норвезької АН в Осло (1933), лауреат Нобелівської премії з хімії 1969 року
- Айвар Джайєвер — американський фізик норвезького походження, лауреат Нобелівської премії з фізики 1973 року
- Ларс Онсагер — американський фізичний хімік норвезького походження, лауреат Нобелівської премії з хімії 1968 року
- Арне Несс — визначний норвезький філософ XX століття, еколог і альпініст

### Державні та військові діячі
- Гаральд V — монарх і спортсмен (вітрильний спорт)
- Крістіан Лоус Ланге — норвезький політик, лауреат Нобелівської премії миру за 1921 разом із Карлом Брантінгом
- Ґру Гарлем Брундтланд — жінка-політик, голова найбільшої партії в Норвегії, прем'єр-міністр, відомий міжнародний діяч
- Ян Петерсен — норвезький політик, член Консервативної партії
- Відкун Квіслінг — норвезький офіцер, політик
- Єнс Столтенберг — норвезький державний і політичний діяч
- Трюгве Гальвдан Лі — 1-й вибраний Генеральний секретар ООН

### Спортсмени
- Магнус Карлсен — норвезький шаховий гросмейстер, очолює світовий рейтинг
- Андреас Торкільдсен — норвезький метальник списа
- Петер Сольберґ — норвезький автогонщик
- К'єрсті Плетзер — норвезька легкоатлетка, олімпійська медалістка
- Олаф Туфте — норвезький веслувальник, олімпійський чемпіон
- Гру Гаммерсенг — норвезька гандболістка, олімпійська чемпіонка
- Геннінг Берг — норвезький футбольний тренер та колишній футболіст
- Уле Ґуннар Сульшер — норвезький футбольний тренер та колишній футболіст
- Туре Андре Фло — норвезький футболіст
- Мортен Гамст Педерсен — норвезький футболіст
- Йон Арне Ріїсе — норвезький футболіст
- Б'єрн Делі — норвезький лижник, восьмиразовий олімпійський чемпіон та чотириразовий срібний призер Олімпіад, вважається найвизначнішим лижником усіх часів та народів
- Петтер Нортуг — легендарний лижник, дворазовий олімпійський чемпіон, володар звання Короля лиж
- Уле-Ейнар Б'єрндален — видатний норвезький біатлоніст і лижник
- Петтер Нортуг — норвезький лижник, дворазовий олімпійський чемпіон
- Торд Асле Ґ'єрдален — норвезький лижник, чемпіон світу
- Маріт Б'єрген — норвезька лижниця, триразова олімпійська чемпіонка
- Четиль Андре Омодт — норвезький гірськолижник, чотириразовий олімпійський чемпіон
- Андерс Бардаль — норвезький стрибун на лижах з трампліна
- Лів Ґрете Пуаре — норвезька біатлоністка
- Еспен Кнутсен — норвезький хокеїст